# Асенова крепость
Асенова крепость (или Асенева крепость; болг. Асенова крепост) — средневековая крепость, расположенная в болгарских Родопских горах, в 2-3 километрах к югу от Асеновграда, на возвышенности на левом берегу Чепеларской реки.

## История
Наиболее древние археологические находки, сделанные на этой территории, относятся к фракийским временам. Населяли эту территорию люди и во времена Древнего мира. В Средние века крепость стала значимой. Впервые она упоминается в XI веке в уставе Бачковского монастыря под названием Петрич. Во время Третьего крестового похода крепость была захвачена.
В 1231 году она была перестроена во время правления болгарского царя Ивана Асеня II. Надпись на стене повествует, что это было сделано для обороны Болгарии от Латинской империи. Стены имели 3-метровую ширину и 12-метровую высоту. Это был феодальный замок. До наших дней сохранились 30 комнат и 3 водохранилища.
Лучше всего сохранилась церковь в честь Успения Пресвятой Богородицы XII—XIII веков. Это двухэтажное крестово-купольное здание с одним нефом. Притвор церкви велик, как и высокая прямоугольная башня. Церковь украшена фресками XIV века. Ныне она принадлежит Болгарской православной церкви.
После смерти Ивана Асеня II Византия захватила крепость, затем болгарский царь Иоанн-Александр её отвоевал в 1344 году, но вскоре она досталась туркам.
В османские времена крепость впала в запустение, и только церковь продолжала функционировать. В 1991 году была завершена реставрация крепости. Город Асеновград был назван в честь крепости, а до этого он назывался Станимака.

## Ссылки

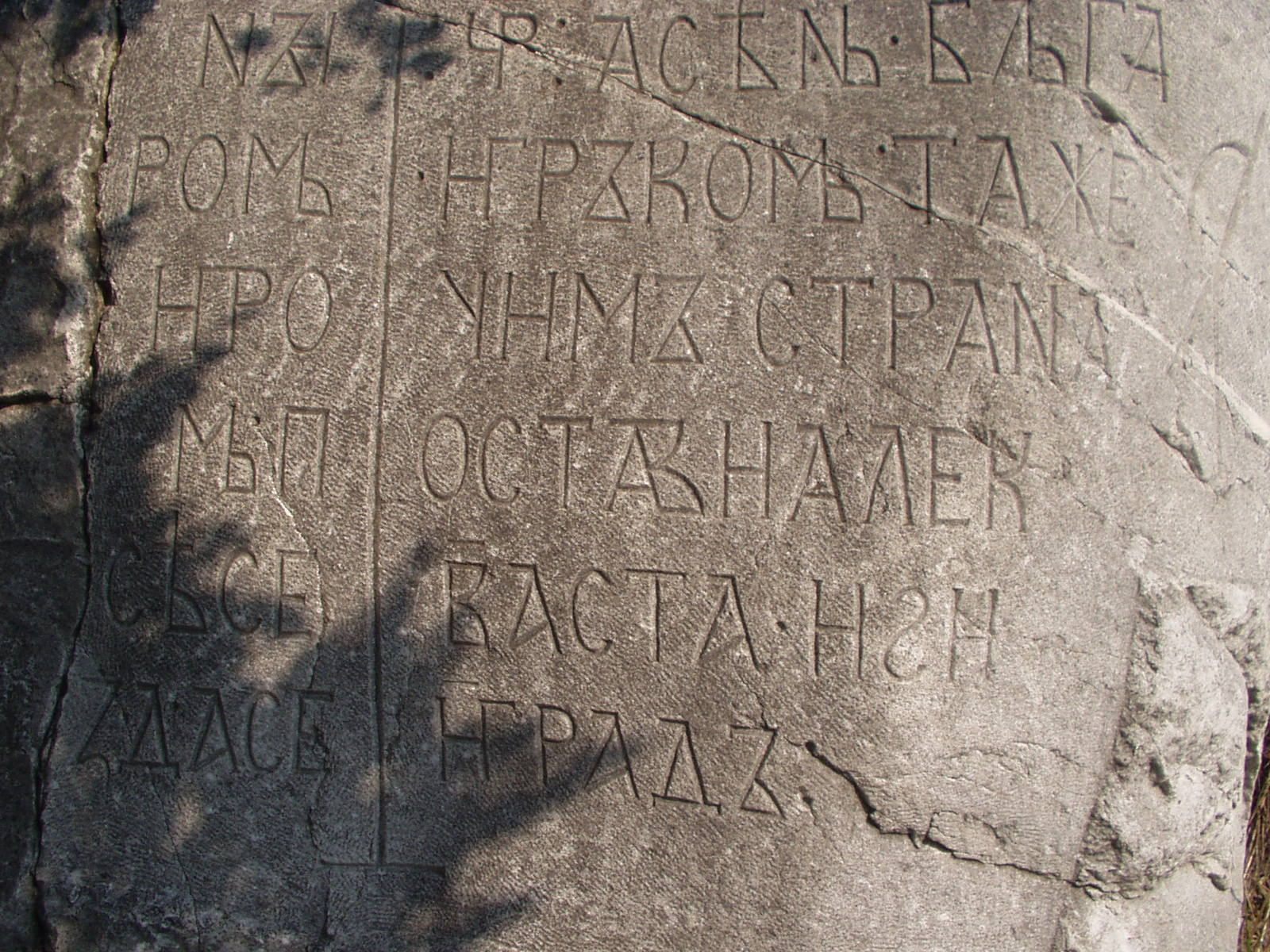
Надпись царя Ивана Асеня II